# Corvus hawaiiensis
Il corvo delle Hawaii o cornacchia delle Hawaii (Corvus hawaiiensis Peale, 1848) è un uccello passeriforme della famiglia Corvidae estinto in natura.

## Etimologia
Il nome scientifico della specie, hawaiiensis, rappresenta un chiaro riferimento all'area di diffusione di questi uccelli: il loro nome comune altro non è che la traduzione di quello scientifico. In lingua hawaiiana, la specie è nota col nome di ʻAlalā.

## Descrizione

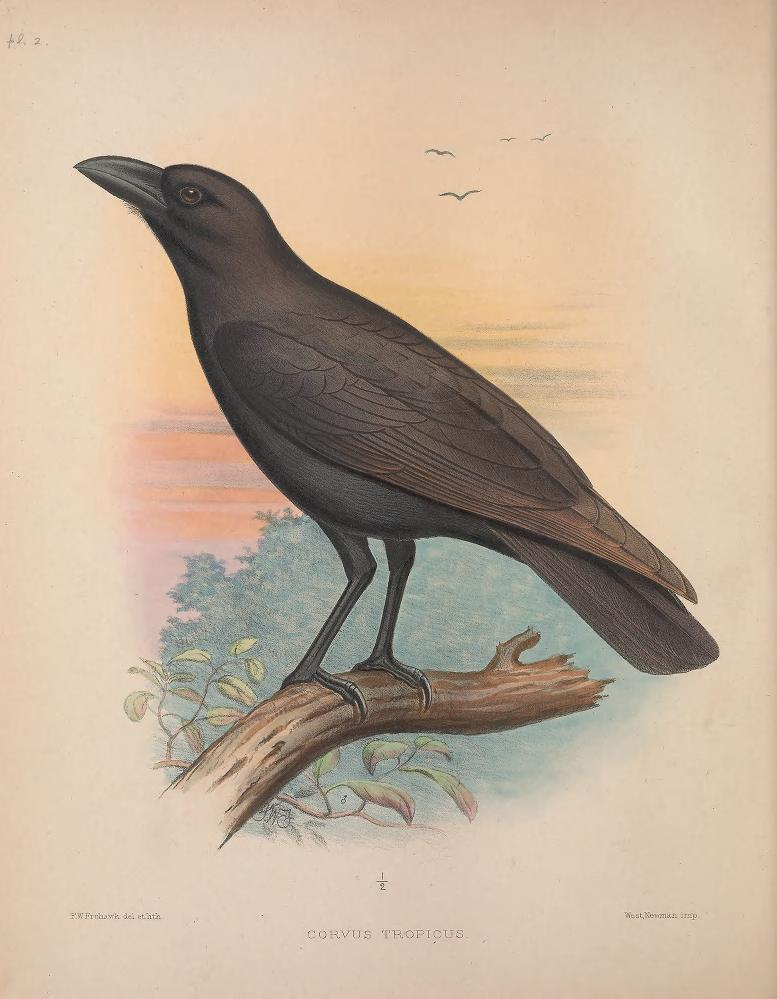
Illustrazione a cura di Frohawk.

### Dimensioni
Misura circa 48-52 cm di lunghezza, per 485-555 g di peso. A parità d'età, i maschi si presentano di dimensioni maggiori rispetto alle femmine, arrivando ad essere quasi un terzo più grossi e pesanti rispetto ad esse.

### Aspetto
Si tratta di uccelli dall'aspetto robusto e massiccio, muniti di una grossa testa dalla forma arrotondata (in rapporto a quanto osservabile in molte delle specie congeneri); il becco è forte, conico e non molto lungo, il collo è robusto. Le ali si presentano lunghe e digitate, le zampe forti e la coda è piuttosto lunga e squadrata.
Nel complesso, in termini di taglia e di colore, il corvo delle Hawaii ricorda molto la cornacchia nera, rispetto alla quale però si differenzia per il becco più corto e robusto e per le ali dalla forma più arrotondata.
Il piumaggio, lungo e soffice, si presenta interamente di colore nero lucido, con vaghi riflessi bruno-purpurei su dorso, petto ed area ventrale; le penne mostrano riflessi metallici violacei se esposte alla luce diretta.
Il becco e le zampe sono anch'essi di colore nero, gli occhi sono invece di colore bruno scuro.

## Biologia

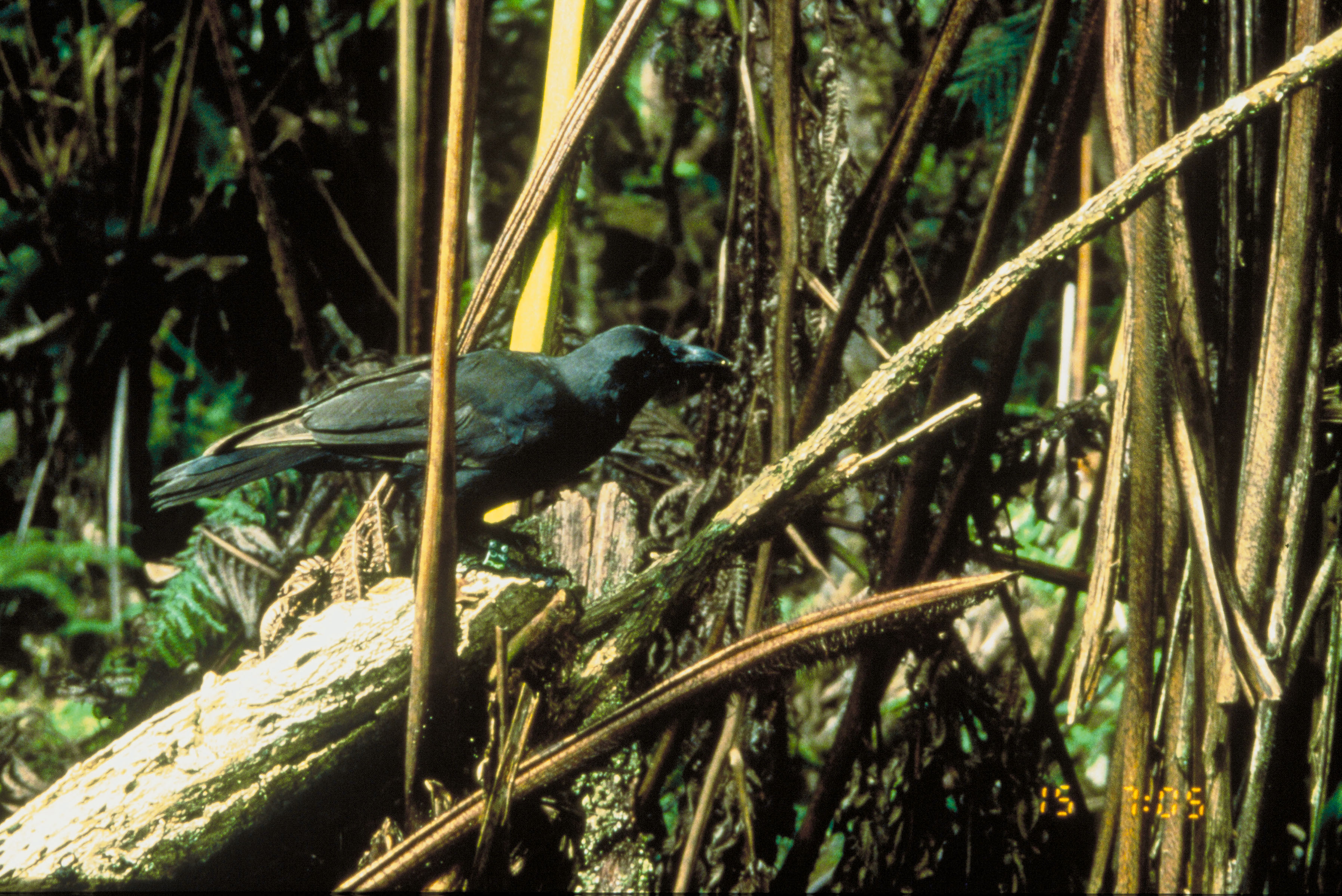
Esemplare in natura.

Si tratta di uccelli dalle abitudini di vita diurne e moderatamente sociali, che vivono in gruppetti formati da massimo una ventina d'individui, generalmente imparentati fra loro. Questi animali passano la maggior parte della giornata procacciando cibo nella canopia o fra i rami degli alberi (scendendo solo raramente al suolo, per evitare la predazione), generalmente da soli, in coppie o in gruppetti di 4-5 unità, salvo poi fare ritorno nel tardo pomeriggio a posatoi fra i rami di un albero, dove passare il tempo a socializzare coi conspecifici, prima di rifugiarsi nel folto della vegetazione arborea per passare la notte al riparo dai predatori e dalle intemperie.
Analogamente a quasi tutti i corvidi, anche il corvo delle Hawaii è un uccello molto vocale e chiassoso: questi uccelli si mantengono in contatto vocale quasi costante fra loro, emettendo un'estesa gamma di richiami (soprattutto i maschi, che sembrano più vocali rispetto alle femmine). Questi richiami, ancora poco studiati, vanno da un classico kaw bitonale (descritto come simile al miagolio di un gatto) a dei gracchi più aspri e gravi emessi principalmente in volo, fino ad altri versi più liquidi e cicaleggianti che ricordano le vocalizzazioni del corvo giamaicano e degli altri corvi caraibici.

### Alimentazione
Il corvo delle Hawaii è un uccello onnivoro, che si nutre praticamente di qualsiasi cosa sia in grado di reperire e mangiare durante la ricerca di cibo, a seconda della disponibilità del momento.
La dieta di questi uccelli è rappresentata in maniera predominante da invertebrati e larve, reperiti ispezionando col becco il fogliame, le crepe della corteccia, il muschio e i licheni degli alberi per mettere allo scoperto le eventuali prede, in una maniera ecologicamente analoga ai picchi. Si nutre di frutta (anche a guscio, che viene spaccato utilizzando il becco come un punteruolo), bacche, fiori e nettare. Questi ultimi vengono cercati e consumati attivamente soprattutto nel periodo tra febbraio e maggio, per nutrire i nidiacei. Il corvo delle Hawaii, assieme al palila, è l'unico uccello hawaiiano a cibarsi anche di petali: questi uccelli infatti, quando erano ancora numerosi, dovevano verosimilmente giocare un ruolo chiave nella dispersione dei semi di alcune specie arboree.

Fra gli altri alimenti di cui si nutre questa specie figurano uova e nidiacei di piccoli passeriformi, sia locali (come i drepanidini endemici amakihi di Hawaii, iiwi, e apapane, nonché l'elepaio di Hawaii), che introdotti (come usignolo del Giappone e occhialino giapponese), saccheggiando i nidi; tale attività viene svolta dai corvi specialmente in aprile-maggio, quando il periodo dell'accoppiamento aumenta il fabbisogno energetico di questi uccelli.
Similmente a molti corvidi, anche il corvo delle Hawaii presenta una spiccata intelligenza: assieme al corvo della Nuova Caledonia ed al fringuello picchio delle Galápagos, è fra i pochi conosciuti ad utilizzare utensili (rametti sottili da inserire nelle fessure) per la ricerca di cibo, in maniera apparentemente innata.

### Riproduzione
Si tratta di uccelli monogami, la cui stagione riproduttiva si estende da marzo ai primi di luglio.
Il nido viene costruito su un albero isolato (tipicamente di ohia lehua) o in una zona a rada copertura arborea, utilizzando allo scopo grossi rametti (2-12 mm di diametro) dello stesso albero e fibre vegetali intrecciati grossolanamente a forma di coppa, con una larga piattaforma circostante e l'interno foderato da muschio e licheni. Alla costruzione del nido partecipano ambedue i partner, tuttavia è la femmina ad assumere il controllo della situazione, cessando il lavoro o aggredendo il maschio qualora esso si attardi troppo nei pressi del nido in costruzione.

All'interno del nido la femmina depone dalle 1 alle 5 uova verde-azzurrine, che essa stessa provvede a covare per 19-22 giorni, al termine dei quali schiudono pulli ciechi ed implumi che vengono accuditi ed imbeccati. Il compito del maschio è sorvegliare i dintorni e reperire il cibo per sé e per la compagna; il maschio provvede inoltre al sostentamento dei pulli, una volta nati. 

L'involo avviene attorno al quarantesimo giorno dalla schiusa: nonostante non vi sia cainismo evidente, in genere solo 1-2 dei pulli raggiungono questa fase. Anche dopo l'involo, i giovani continuano a rimanere coi genitori, seguendoli nei loro spostamenti ed entrando a far parte dello stormo di appartenenza, continuando di tanto in tanto a chiedere loro l'imbeccata ancora per circa 8 mesi.
La maturità sessuale viene raggiunta a 2-3 anni d'età dalle femmine, e circa un anno più tardi dai maschi. In cattività, il corvo Hawaiiano vive fino a 28 anni, mentre in natura raramente supera i 18.

## Distribuzione e habitat

Areale del corvo delle Hawaii.

Il corvo delle Hawaii, prima della sua estinzione in natura, era endemico dell'isola di Hawaii nell'omonimo arcipelago, della quale popolava in tempi storici la porzione occidentale e sud-occidentale: i resti fossili indicano che questi uccelli erano inoltre diffusi in tempi preistorici anche a Maui e verosimilmente in tutte le isole maggiori dell'arcipelago, dove condivideva l'areale con almeno altre due specie di corvi (il corvo beccolargo ed il corvo beccosottile), oggi estinte.
L'habitat originario di questi uccelli era rappresentato dalla foresta arida montana, lungo le pendici del Mauna Loa, e dell'Hualālai, con predominanza di ohia lehua e koa ed abbondanza di sottobosco, fra i 1000 ed i 3000 m di quota.

## Conservazione
Relativamente comune sull'isola di Hawaii (ed in tempi preistorici anche in altre isole dell'arcipelago), a cavallo fra il XIX e XX secolo il corvo delle Hawaii ha subito un drastico quanto rapido declino, al punto che nel 1994 ne sopravvivevano in tutto 31 individui (di cui 19 in cattività): dopo la morte degli ultimi due individui selvatici, avvenuta nel 2002, il corvo delle Hawaii (già protetto dal governo hawaiano dal 1931 e a livello federale dal 1967) è stato dichiarato estinto in natura dalla lista rossa dell'IUCN.
Le motivazioni che hanno portato alla scomparsa di questi uccelli rimangono ancora oscure: come tutti i corvi, infatti, essi risultano molto resistenti ed adattabili. Verosimilmente, in maniera tutto sommato analoga alla maggior parte degli uccelli endemici dell'arcipelago, i corvi delle Hawaii hanno risentito in maniera negativa dell'alterazione dell'habitat da parte dell'uomo, combinata con l'arrivo di predatori introdotti (mangusta di Giava, gatti e ratti) e soprattutto delle malattie (toxoplasmosi, vaiolo aviario e malaria aviaria), alle quali questi uccelli non erano immunizzati.

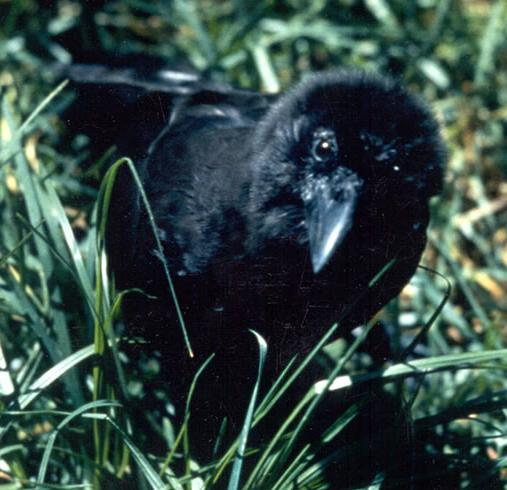
Esemplare al suolo.

Attualmente sopravvive una popolazione di corvi delle Hawaii stimata in circa 115 individui, la maggior parte dei quali si trova in strutture locali e nello zoo di San Diego. Gran parte dei corvi delle Hawaii attualmente esistenti deriva dalle 17 uova recuperate dagli ultimi nidi in natura nel 1993 e nel 1994, dalle quali schiusero 13 pulli (3 uova erano chiare, mentre in una l'embrione non riuscì a schiudere a causa della posizione aberrante), 12 dei quali hanno raggiunto l'età adulta dopo essere stati alimentati con l'utilizzo di repliche della testa di corvi adulti (per evitare un eccessivo imprinting umano), mentre uno è morto ancora pulcino a causa di un'infezione. Allevare i nidiacei col minore contatto umano possibile è cruciale per la loro sopravvivenza: se poco abituati al contatto coi conspecifici, infatti, i corvi delle Hawaii (in particolar modo i maschi) mostrano alterazioni comportamentali che ne pregiudicano il successo riproduttivo.
Negli ultimi anni è stata tentata a più riprese la reintroduzione di popolazioni pioniere nel vecchio areale della specie: a tale scopo, alcune aree di Big Island (fra cui quella dove vennero avvistati per l'ultima volta gli ultimi due esemplari selvatici) sono state recintate e bonificate per eradicare le specie introdotte e ripristinare per quanto possibile l'habitat originario.

La prima introduzione, riguardante cinque giovani maschi nel dicembre 2016, si risolse con un insuccesso: a una settimana dalla loro immissione nell'area, tre erano morti (due a causa della predazione da parte della poiana delle Hawaii, uno di fame), pertanto si decise di ricatturare i due rimasti. Gli esemplari liberati l'anno successivo (4 maschi e 2 femmine il 26 settembre, 3 maschi e 2 femmine l'11 ottobre) hanno invece dato risultati più confortanti, formando gruppi sociali e mostrandosi circospetti rispetto all'ambiente circostante: sebbene il progetto abbia subito una battuta d'arresto a causa dell'eruzione del Kilauea nel 2018 (che ha danneggiato l'habitat ma senza fare vittime fra i corvi), i risultati confortanti hanno spinto al rilascio di 5 nuovi individui il 25 settembre 2018.
Oltre alla predazione da parte dei loro nemici naturali e introdotti, le popolazioni residue di corvo delle Hawaii devono fare i conti con altri fattori che rischiano di determinare l'estinzione della specie nel medio periodo: il successo riproduttivo di questi uccelli è infatti sempre minore, verosimilmente a causa dell'inincrocio massiccio fra gli esemplari sopravvissuti.

## Nella cultura di massa
Il corvo delle Hawaii viene tenuto in grande considerazione dalle popolazioni locali, dalle quali viene visto come colui che si occupa di portare le anime dei defunti al Ka Lae (la punta sud-occidentale dell'Isola di Hawaii, luogo dell'eterno riposo nella mitologia hawaiana) e in alcuni casi come ʻaumakua: per questo suo ruolo di psicopompo, questo uccello veniva spesso invocato durante i cerimoniali dei sacerdoti nativi, sia chiamandone il nome (che in hawaiano è ʻalalā) che imitandone i versi.